# Грађевинска линија
Грађевинска линија јесте урбанистички показатељ који се користи у урбанизму, архитектури и грађевинарству. То је линија на, изнад и испод површине земље и воде
до које је дозвољено грађење основног габарита грађевине.

## Примена
У српском законодавству грађевинска линија се обично даје у виду граничне вредности за одређени урбанистичку целину, урбанистички блок или грађевинску парцелу.
Постављање регулационе линије улица и јавних површина обавезан је део плана детаљне регулације и идејног пројекта.
Грађевинска линија се може јавити као:
- предња („улична“) регулациона линија > најчешћа;
- бочна („ка бочном суседу“) регулациона линија > обично зависи од карактера изградње и има однос према величини допуштених отвора ка суседу (величина прозора и врата);
- задња („ка задњем суседу“) регулациона линија > ретко се јавља.

Према важећем Правилнику о општим условима за парцелацију, регулацију и изградњу грађевинска линија се може поклапати са регулационом линијом (тзв. „зграда на међи“) или се налази на растојању које је за поједине врсте грађевина (тзв. „увучене зграде“), према намени, обрасцу изградње и другим месним приликама. Грађевина не сме прећи регулациону линију.